# (11966) Plateau
(11966) Plateau est un astéroïde de la ceinture principale.

## Description
(11966) Plateau est un astéroïde de la ceinture principale. Il fut découvert le 12 août 1994 à La Silla par Eric Walter Elst. Il présente une orbite caractérisée par un demi-grand axe de 2,83 UA, une excentricité de 0,04 et une inclinaison de 1,0° par rapport à l'écliptique.

## Compléments